# Pueblo miltu
El pueblo miltu o miltou se estableció en la ribera sur del tramo medio del río Chari, en Chad. Su lengua nativa, también llamada miltu pertenece al filo de idiomas afroasiáticos. Estudios etnográficos del siglo XXI establecen que sus comunidades, básicamente de agricultores y pescadores, han adoptado como lengua principal el baguirmi. Según los mismos reportes, la comunidad miltu de habla baguirmi está integrada por unas 900 personas que viven en Miltou, pequeña población en la ribera sur del tramo medio del río Chari, en la región de Chari-Baguirmi, departamento de Loug Chari, subprefectura de Bousso. Además de sus comunidades alrededor de Miltou, también existen asentamientos en la vecina región de Moyen-Chari.
Por razones lingüísticas los hablantes miltu están emparentados con los grupos  boor, gadang y sarua (sarwa), hablantes de idiomas chádicos del este. A principios del siglo XXI se señaló un bajo número de hablantes de miltu, lenguaje que se considera en peligro de extinción. Por razones históricas y lingüísticas también mantienen una estrecha relación e integración con el pueblo barma, principal grupo étnico que utiliza el baguirmi como idioma principal.